# Gouvernement intérimaire de l'Ambazonie
Le gouvernement intérimaire de l'Ambazonie (en anglais : Interim Government of Ambazonia) est le gouvernement provisoire en exil de la République fédérale d'Ambazonie, non reconnue internationalement.

## Histoire

### Présidence de Sisiku Julius Ayuk Tabe (2017-2018)
Le gouvernement provisoire de l'Ambazonie a été formé à partir du Front uni du consortium Ambazonie-Cameroun méridional (FUCACM), un mouvement indépendantiste non violent. Ses membres comprennent d'anciens dirigeants du Conseil national du Cameroun méridional (SCNC), un mouvement indépendantiste qui s'est illustré dans les années 1990. C'est le SCACUF, dirigé par le président Sisiku Julius Ayuk Tabe, qui a déclaré l'indépendance de l'Ambazonie le 1er octobre 2017. Le gouvernement provisoire a été officiellement formé le 31 octobre 2017, Tabe assumant le rôle de président de l'Ambazonie et le SCACUF formant le gouvernement provisoire.
Au moment où le SCACUF s'est transformé en gouvernement intérimaire, un conflit séparatiste faisait rage depuis près de deux mois. Plusieurs milices séparatistes étaient actives, la plus importante les Forces de défense d'Ambazonie (FDA) répondant au Conseil de gouvernement d'Ambazonie (AGovC), dirigé par Ayaba Cho Lucas et avec Benedict Kuah comme chef d'état-major. Le gouvernement intérimaire a initialement rejeté l'idée d'une lutte armée, préférant la désobéissance civile et une campagne diplomatique. Début novembre, le gouvernement intérimaire a condamné une attaque des FDA contre des gendarmes.
En janvier 2018, la plupart des membres du gouvernement intérimaire ont été arrêtés par les autorités nigérianes et extradés au Cameroun. Ils ont ensuite été emprisonnés pendant près d'un an, avant qu'un procès ne s'ouvre en décembre 2018, ce qui a suscité une controverse au Nigeria, car la plupart des personnes expulsées avaient présenté des demandes d'asile politique. En mars 2019, un tribunal nigérian a déterminé que l'arrestation et l'expulsion avaient été inconstitutionnelles, et a ordonné que tout le monde soit renvoyé au Nigeria et indemnisé. Cela n'a pas eu d'implications pratiques, et le 20 août 2019, les dix dirigeants, y compris Ayuk Tabe, ont été condamnés à la prison à vie par le tribunal militaire de Yaoundé.

### Présidence de Samuel Ikome Sako (2018-2019)
Après l'arrestation de la plupart des membres du gouvernement provisoire, Samuel Ikome Sako a été élu dans un collège électoral de la diaspora au poste de président par intérim en février 2018. Dans une tentative d'unir plusieurs milices locales sous une seule bannière, le gouvernement provisoire a créé le Conseil d'autodéfense de l'Ambazonie (ASC) en mars 2018. Bien que l'ASC soit collectivement plus important que les FDA, il ne dispose pas d'une structure de commandement centralisée et constitue davantage un projet de coopération qu'une organisation unique.
Le président Sako a cherché à enterrer les divergences entre le gouvernement provisoire et les Forces de défense d'Ambazonie, qui sont loyales à l'AGovC. Le 31 décembre 2018, il a annoncé qu'une police à escadre mobile serait créée et que les séparatistes abandonneraient leur stratégie défensive pour saisir l'offensive. Il a également promis de prendre des mesures contre toute personne impliquée dans l'enlèvement de civils, qui était devenu un problème croissant au Cameroun anglophone. Le 31 mars 2019, le gouvernement provisoire et plusieurs mouvements ambazoniens sont convenus de créer le Conseil de libération du Sud-Cameroun, un front uni composé à la fois de séparatistes et de fédéralistes. Cependant, malgré ses tentatives d'unir les séparatistes, les critiques ont accusé le cabinet Sako d'incompétence et de détournement de fonds.

### Crise du leadership (depuis 2019)
Le 2 mai 2019, un document signé par Ayuk Tabe a déclaré que le cabinet intérimaire dirigé par Sako avait été dissous, et que son propre cabinet avant l'arrestation avait été rétabli. Le document exprimait la reconnaissance du travail accompli par le cabinet dirigé par Sako, mais affirmait que les luttes intestines l'avaient rendu inapte à continuer : "le cabinet intérimaire a perdu la capacité de réconcilier notre peuple et, ce faisant, a mis en péril l'identité et la mission du gouvernement intérimaire pour achever la décolonisation du Southern Cameroons en faisant progresser nos intérêts nationaux collectifs". Cela a déclenché une crise de leadership au sein du gouvernement intérimaire, car le cabinet dirigé par Sako a refusé de se retirer. En juin, le Conseil de restauration de l'Ambazonie a mis en accusation Ayuk Tabe pour "faute de trahison", et a déclaré qu'un changement de direction approprié serait initié dans trois mois. Cela a marqué le début de la crise du leadership ambazonien. L'AGovC a apporté son soutien à Ayuk Tabe et en août, elle s'est officiellement alliée à la faction de l'IG dirigée par Ayuk Tabe.
Malgré l'emprisonnement et les luttes intestines au sein du gouvernement provisoire, Ayuk Tabe était toujours considéré comme plus influent que Sako. En juillet 2020, des officiels camerounais ont rencontré Ayuk Tabe et d'autres membres de son cabinet pour discuter d'un cessez-le-feu. Lorsqu'on lui a demandé quelles étaient ses conditions pour un cessez-le-feu, Ayuk Tabe en a énuméré trois : que le cessez-le-feu soit annoncé par le Président Paul Biya, que l'armée camerounaise se retire des régions anglophones et une amnistie générale pour les séparatistes.
Le déclenchement de l'insurrection dans le sud-est du Nigeria a creusé le fossé entre les factions ambazoniennes. L'AGovC a déclaré une alliance avec le Peuple indigène du Biafra (IPOB), un mouvement séparatiste biafrais. Le gouvernement provisoire dirigé par Sako a dénoncé cette démarche, préférant tenter de gagner la bienveillance du gouvernement nigérian.
Le 21 janvier 2023, le gouvernement du Canada a annoncé que les parties belligérantes avaient signé un accord pour entamer un processus de paix facilité par le Canada. L'accord a été signé par le gouvernement camerounais, le Conseil de gouvernement d'Ambazonie (et sa branche armée, l'ADF), le Mouvement populaire de libération d'Afrique (et sa branche armée, la SOCADEF), le gouvernement intérimaire d'Ambazonie et l'équipe de la Coalition d'Ambazonie.